# 2008 en Guinée
Cet article présente les faits marquants de l'année 2008 en Guinée.

## Évènements

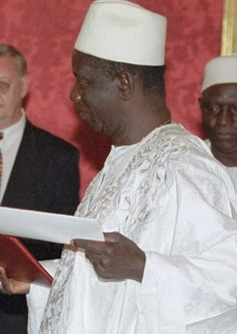
Lansana Conté(juillet 2001)

- Mercredi 21 mai 2008 : le président Lansana Conté limoge le premier ministre Lansana Kouyaté, ce qui provoque dès le soir des manifestations dans la banlieue de Conakry.
- Lundi 26 mai 2008 : début d'un mouvement de colère des soldats qui réclament le paiement des arriérés de leurs soldes.
- Jeudi 29 mai 2008 : des affrontements ont lieu à Conakry entre la garde présidentielle et des soldats mutins faisant une dizaine de blessés dans chacun des camps.
- Mardi 17 juin 2008 : les affrontements entre policiers et militaires à Conakry font dix morts selon la Rencontre africaine pour la défense des droits de l'homme qui craint une évolution vers la « guerre civile ».
- Mardi 23 décembre 2008 :
  - Décès du général-président Lansana Conté, au pouvoir depuis 1984.
  - Un capitaine de l'armée annonce à la radio d'État « la dissolution du gouvernement, des institutions républicaines et de la Constitution ». Le premier ministre Ahmed Tidiane Souaré affirme sur RFI que le gouvernement « n'est pas dissous ». Le président de l'Assemblée nationale Aboubacar Somparé affirme sur France 24 qu'une « minorité de soldats et d'officiers » ont mené la tentative de coup d'État militaire mais que « la grande majorité est encore loyaliste ». Les militaires putschistes demandent aux « membres du gouvernement et à tous les officiers généraux de se rendre » au principal camp militaire de Conakry, « en vue d'assurer leur sécurité ».
  - Les militaires putschistes regroupés dans un « Conseil national pour la démocratie et le développement » (CNDD), n'ont pas de chef apte à diriger la junte, alors que des tractations sont en cours au camp Alpha Yaya Diallo, le plus grand du pays, situé près de l'aéroport international de Conakry. Une majorité de putschistes ont choisi comme chef le lieutenant-colonel Sékouba Konaté, commandant du bataillon autonome des troupes aéroportées (Bata), principale unité d'élite de l'armée, mais il ne fait pas l'unanimité. Le capitaine Moussa Dadis Camara, qui a annoncé le coup de force à la radio nationale est le porte-parole des putschistes.
  - La Fédération internationale des Ligues des droits de l'Homme (FIDH) a « condamné fermement » la tentative de coup d'État militaire en Guinée et appelé au rétablissement de l'ordre constitutionnel dans ce pays. Le président de la Commission de l'Union africaine, Jean Ping, a « fermement condamné » la tentative de coup d'État militaire.
  - La junte nomme Kabiné Komara, en exil, comme nouveau premier ministre du pays.
- Mercredi 24 décembre 2008 : le nouveau Conseil national pour la Démocratie annonce la mise en place d'un gouvernement intérimaire de 32 membres. Le capitaine Moussa Camara accuse l'ex-gouvernement dissous d'avoir tenté d'avoir recours à des mercenaires étrangers, venus de pays voisins ou qui sont déjà « à l'intérieur » du pays. Plusieurs centaines de militaires putschistes ont quitté le camp militaire Alfa Yaya, pour parader dans les rues de la capitale Conakry. Le capitaine Moussa Dadis Camara se présente désormais comme le nouveau « président de la République ».
- Jeudi 25 décembre 2008 : le chef de la junte, le capitaine Moussa Dadis Camara rencontre au QG des putschistes l'ex-premier ministre Ahmed Tidiane Souaré et son gouvernement et leur demande d'« aider » désormais son régime. Le premier ministre Ahmed Tidiane Souaré, désormais reconduit dans ses fonctions, déclare que son gouvernement est à l'« entière disposition » du chef de la junte, le capitaine Camara, qu'il a nommé « Monsieur le président » lors de leur rencontre au quartier général des putschistes.
- Vendredi 26 décembre 2008 :
  - La nouvelle junte militaire qui a pris le pouvoir, autorise des « funérailles grandioses » au défunt président Lansana Conté qui dirigea le pays pendant 24 ans. Le cortège funèbre, a parcouru lentement les rues de Conakry pour un dernier adieu, derrière le camion transportant le cercueil du dictateur défunt. Un convoi de plusieurs dizaines de 4x4 a quitté la caserne de la garde présidentielle, siège des forces loyales qui seront restées fidèles jusqu'au bout. Cette garde présidentielle, portant béret rouge, a escorté la dépouille du président, ses trois femmes, son fils, et une série de ministres. Les présidents des pays voisins, Sierra Leone, Liberia et Guinée-Bissau, et le président de la Commission de l'Union africaine Jean Ping, ont assisté aux funérailles nationales[1].
  - Le président sénégalais Abdoulaye Wade appelle la France à « soutenir » la junte militaire arrivée au pouvoir en Guinée après le décès du président Lansana Conté.
- Samedi 27 décembre 2008 : le chef de la junte, le capitaine Moussa Dadis Camara, annonce « une renégociation des contrats » dans le secteur minier et l'arrêt de l'extraction dans les zones aurifères « jusqu'à nouvel ordre ».
- Lundi 29 décembre 2008 : « L'Union africaine a décidé de suspendre la participation de la Guinée aux activités de l'Union africaine jusqu'au retour de l'ordre constitutionnel dans ce pays ». Le chef de la junte, le capitaine Moussa Dadis Camara, s'est autoproclamé « président » et tout le gouvernement renversé lui a fait allégeance.
- Mardi 30 décembre 2008 :
  - Le nouveau premier ministre nommé par la junte, Kabiné Komara, est arrivé « par vol spécial » à Conakry et a immédiatement déclaré qu'il adhérait aux « idéaux » des putschistes. Âgé d'une soixantaine d'années, le nouveau premier ministre est peu connu du grand public en Guinée, pays qu'il a quitté il y a plus de dix ans pour travailler à l'Afreximbank – banque Africaine d'import-export – en Égypte. Marié, trois enfants, il est réputé homme de dossiers et compétent. Il avait été proposé dès 2007 par les syndicats à l'origine des grandes manifestations.
  - Le chef de la junte, Moussa Dadis Camara, appelle à la « compréhension, coopération et collaboration » de la communauté internationale pour « aboutir à des élections réellement démocratiques ».